# Cyclura lewisi
L'iguana blu (Cyclura lewisi Grant, 1940) è una specie di lucertola in pericolo di estinzione della famiglia degli Iguanidi che vive sull’isola di Grand Cayman. Precedentemente considerata come una sottospecie dell’iguana terrestre di Cuba, è stata riclassificata come una specie distinta nel 2004 a causa di differenze genetiche scoperte quattro anni prima. L’iguana blu può vivere fino a 69 anni, ed è quindi una delle specie di lucertola più longeve.
L’iguana blu frequenta località rocciose e soleggiate, le radure delle foreste aride o i margini del litorale, dove le femmine scavano dei cunicoli nella sabbia per deporre le uova in giugno e luglio. Una seconda eventuale deposizione può avvenire in settembre. La dieta dell’iguana blu è rigorosamente vegetariana; comprende piante, frutti e fiori. La sua colorazione va dal marrone chiaro al grigio con una dominante blu, più pronunciata nel corso del periodo della riproduzione e più ancora nei maschi. L’animale è di grandi dimensioni e possiede una cresta dorsale munita di corte spine che si estende dalla base del collo alla fine della coda.
Alcuni fossili indicano che le iguane blu erano numerose prima della colonizzazione europea, ma nel 2003 allo stato selvatico rimanevano meno di quindici esemplari, e tale popolazione sembrava destinata a scomparire entro il primo decennio del XXI secolo. Il declino della specie è dovuto principalmente alla caccia da parte di specie introdotte come cani e gatti e indirettamente dalla distruzione del loro habitat naturale, in quanto i frutteti vengono convertiti in pascoli per il bestiame. A partire dal 2004, 219 esemplari allevati in cattività nella riserva di Grand Cayman sono stati rilasciati nel tentativo di salvare la specie nell’ambito di una collaborazione guidata dal Durrell Wildlife Conservation Trust. Almeno cinque associazioni non a scopo di lucro lavorano con il governo delle isole Cayman per garantire la sopravvivenza dell’iguana blu.

## Anatomia e fisiologia

### Descrizione

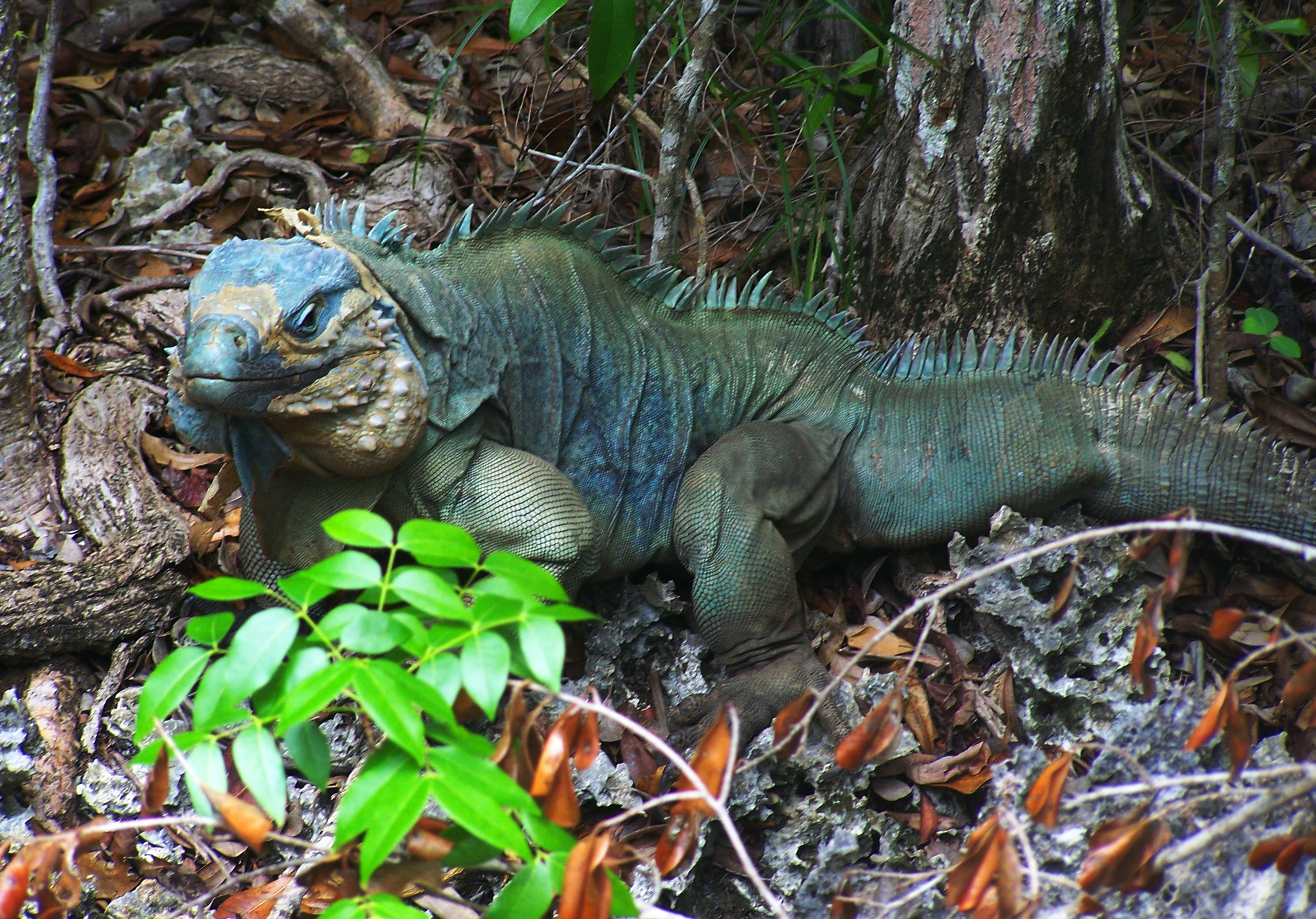
Iguana blu nella foresta del Queen Elizabeth II Botanic Park, a Grand Cayman.

L’iguana blu è il più grande animale terrestre endemico di Grand Cayman; misura 1,5 m dalla testa alla coda e pesa 14 kg. Il corpo misura tra 51 e 76 cm, con una coda della stessa lunghezza. Le dita dell’iguana blu sono articolate in modo da essere efficaci sia per scavare che per arrampicarsi sugli alberi. Benché questa specie non sia nota per le sue abitudini arboricole, è stata vista occasionalmente arrampicarsi sugli alberi fino ad una altezza di 5 m o più. La colorazione del maschio adulto varia dal grigio scuro al blu turchese, mentre quella della femmina va dal verde oliva al blu chiaro. I giovani sono di colore uniforme marrone scuro o verde, con degli anelli scuri poco visibili. Quando escono dal nido per la prima volta, i giovani presentano uno strano motivo con otto scaglioni scuri estesi dalla cresta della nuca alla regione pelvica. Questi disegni sbiadiscono con il tempo nel corso del primo anno di vita dell’animale, e la pelle si ricopre poco a poco di macchioline grigie e crema fino ad assumere la tonalità blu degli adulti. L’iguana blu adulta è generalmente di colore grigio scuro, in modo da camuffarsi tra le rocce che costituiscono il suo habitat. L’animale assume la colorazione blu in presenza di altre iguane per segnalare la sua presenza e marcare il suo territorio.

### Dimorfismo sessuale
I maschi sono un terzo più grandi delle femmine e hanno un blu più pronunciato. In essi, inoltre, le zampe nere caratteristiche contrastano notevolmente con il colore più chiaro del corpo. I maschi hanno anche pori femorali ben visibili, utilizzati per liberare dei feromoni. Le femmine hanno pori più piccoli, e una cresta dorsale meno prominente, e sono quindi facilmente riconoscibili.

### Occhi e visione
Gli occhi dell’iguana blu hanno un’iride dorata e una sclera rossa. Le iguane hanno una vista eccellente, che permette loro di individuare una forma o un movimento a grande distanza. Dal momento che l’iguana blu ha solamente pochi bastoncelli, vede male se vi è poca luce. Al contrario possiede coni di tipo doppio che le permettono di vedere una vasta gamma di colori, e soprattutto gli ultravioletti. Questa capacità è molto utile quando l’animale è steso al sole, in quanto può valutare se assorbe abbastanza UVA e UVB per produrre la vitamina D di cui ha bisogno.
L’iguana blu, nel corso della sua evoluzione, ha sviluppato un organo fotosensibile bianco sulla sommità della testa, chiamato occhio pineale. Questo «occhio» non funziona come gli altri due, in quanto ha una retina rudimentale e non è in grado di visualizzare le immagini. Tuttavia è sensibile ai cambiamenti di luce e può rilevare i movimenti.

## Biologia

### Alimentazione
Come le altre Cyclura, l’iguana blu è principalmente erbivora; consuma foglie, fiori e frutti provenienti da oltre 45 specie di piante. Questa dieta è occasionalmente integrata con larve di insetto, granchi, piccoli pesci, uccelli morti e funghi. Le iguane hanno un problema di osmoregolazione: le piante sono ricche di potassio ma contengono pochi elementi nutritivi, e devono quindi essere consumate in grande quantità affinché l’animale riesca a soddisfare i suoi bisogni. In quanto non sono in grado di produrre un’urina più concentrata del loro fluido corporeo, le iguane secernono azoto sotto forma di acido urico concentrato attraverso una ghiandola del sale, come fanno gli uccelli. Per espellere il potassio e il cloruro di sodio in eccesso, hanno sviluppato una ghiandola nasale laterale.

### Riproduzione
Gli accoppiamenti hanno luogo da maggio a giugno. L’accoppiamento è preceduto da movimenti della testa del maschio, che gira attorno alla femmina e le afferra la nuca. Cerca quindi di trattenere la femmina e di far passare la coda sotto quella della compagna, così da mettersi in una posizione ideale per la copula. Questa dura tra 30 e 90 secondi, e ogni coppia si accoppia raramente più di una o due volte al giorno. La femmina depone tra 1 e 21 uova tra giugno e luglio, a seconda delle sue dimensioni e del suo peso, in un nido scavato in sacche di terreno ben esposte al sole. La femmina visita più siti prima di scegliere quello maggiormente adatto alla deposizione. La cavità da essa scavata misura tra 41 e 150 cm di lunghezza, con una camera un po’ più larga nella porzione terminale così da permettere alla femmina di potervisi girare. La temperatura del nido resta costante sui 32 °C, nel corso del periodo dell’incubazione che dura tra 65 e 90 giorni. Le uova di iguana blu sono tra le più grandi nel mondo delle lucertole.
Le iguane blu diventano territoriali e aggressive a partire dall’età di tre mesi. Le femmine occupano un territorio dalla superficie di 2400 m², senza distinzione di età, mentre i territori occupati dai maschi divengono più grandi a seconda dell’età dei proprietari.

### Longevità
L’iguana blu può vivere fino a 69 anni, ed è quindi una delle specie di lucertola che possono vivere più a lungo.
Non sappiamo con esattezza quanto possa vivere in natura un’iguana blu, ma si ritiene che possa vivere vari decenni. Un’iguana blu chiamata «Godzilla» catturata a Grand Cayman nel 1950 dal naturalista Ira Thompson venne portata negli Stati Uniti nel 1985 da Ramon Noegel e venduta a un allevatore, Tom Crutchfield, nel 1990. Crutchfield offrì Godzilla al Gladys Porter Zoo di Brownsville, in Texas, nel 1997 e la lucertola rimase lì fino alla morte, sopraggiunta nel 2004. Thompson stima che Godzilla avesse 15 anni quando venne catturata. Con i suoi 69 anni, dei quali 54 trascorsi in cattività, Godzilla potrebbe essere la lucertola più longeva della quale esistano dati affidabili. Una C. nubila caymanensis, specie molto prossima all’iguana blu, è vissuta 33 anni in cattività.

## Distribuzione e habitat

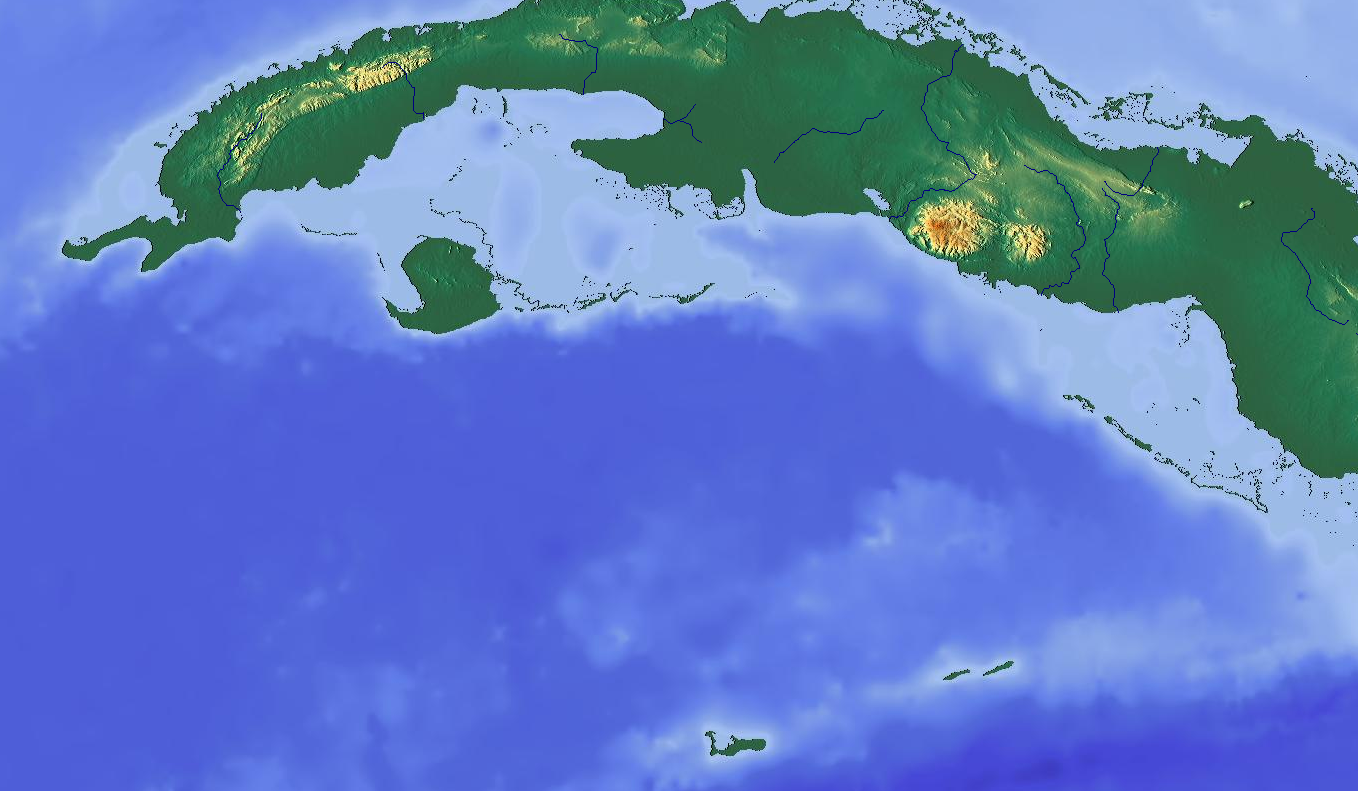
L’iguana blu vive a Grand Cayman, la più grande e più occidentale isola dell’arcipelago delle isole Cayman, a sud-ovest di Cuba.

Questa specie è endemica di Grand Cayman, nelle isole Cayman.
L’iguana blu frequenta le località rocciose e soleggiate, le radure delle foreste aride o i margini del litorale.
I paragoni con le altre specie di Cyclura dei Caraibi lasciano pensare che occupasse inizialmente le coste dell’isola, per poi essere stata pian piano respinta verso l’interno dalle costruzioni umane e dalla comparsa della rete stradale. Attualmente è possibile trovare iguane blu solamente in zone di boscaglia xerofitica e nelle aree di confine tra foreste fitte e terreni coltivati, strade e giardini. Sembrano attirate dai terreni agricoli, che permettono loro di trovare zone aperte per scaldarsi al sole, erba da brucare, frutti caduti a terra da mangiare e terreni per nidificare. Tuttavia, in queste zone, entrano in contatto con l’uomo e si trovano alla mercé dei predatori. Le femmine spesso migrano verso la costa per nidificare.
Nel 2004, le iguane blu rilasciate nel Queen Elizabeth II Botanic Park di Grand Cayman sono state seguite tramite un trasmettitore radio per monitorare i loro spostamenti. I risultati hanno rivelato che le femmine occupavano dei territori di 2400 m², mentre i maschi avevano in media un territorio di 5700 m², dati che corrispondono a una densità di 4 o 5 animali per ettaro.
L’iguana blu occupa i buchi nelle rocce e le cavità degli alberi, ed è principalmente terrestre, fatta eccezione per i giovani che trascorrono la maggior parte del tempo sugli alberi. I neonati costituiscono facili prede per il serpente Cubophis caymanus. Gli adulti non hanno predatori naturali, ma possono cadere vittima dei cani randagi. Raggiungono la maturità sessuale all’età di tre o quattro anni.

## Tassonomia
Il nome specifico dell’iguana blu è la forma latinizzata del cognome dello scienziato che descrisse la specie per la prima volta, Bernard C. Lewis. Il nome del genere Cyclura, che deriva dal greco antico cyclos (κύκλος), «circolare», e ourá (οὐρά), «coda», fa riferimento ai grandi anelli ben visibili sulla coda di tutti i rappresentanti di questo genere.
Gli specialisti stanno ancora discutendo se considerare questo animale una sottospecie o una specie distinta. Considerata come una sottospecie dell’iguana terrestre di Cuba, è stata riclassificata come una specie distinta nel 2004, in base ad alcune differenze genetiche scoperte quattro anni prima.
L’iguana blu è strettamente imparentata con l’iguana terrestre di Cuba (Cyclura nubila) e con Cyclura cychlura, in quanto queste tre specie si sono separate da un antenato comune circa tre milioni di anni fa. La specie ha una variabilità genetica ridotta, ma non sembra soffrire così tanto della mancanza di vitalità che colpisce altre specie di iguane. Alcuni scienziati ritengono che questa specie si sia evoluta a partire da una sola femmina di iguana cubana gravida, andata alla deriva in mare, forse durante una tempesta. È nettamente distinguibile dalla sottospecie presente a Little Cayman e Cayman Brac, C. nubila caymanensis, ma può riprodursi con essa dando vita a prole fertile.
Nel 1938, Bernard C. Lewis dell’Institute of Jamaica si unì ad una spedizione scientifica organizzata dall’università di Oxford nelle isole Cayman. Lewis raccolse sul posto due iguane blu, un maschio e una femmina, che vennero successivamente esposte al British Museum di Storia Naturale. Chapman Grant, in un libro pubblicato nel 1941, descrisse per la prima volta l’iguana blu con il nome Cyclura macleayi lewisi. Nel 1977, Schwartz e Carey la rinominarono Cyclura nubila lewisi. Essi ritenevano che l’iguana blu fosse una sottospecie dell’iguana cubana (C. nubila), la specie dalla quale essa si è evoluta e con la quale si può anche ibridare. Secondo i due studiosi, tuttavia, la colorazione completamente blu dell’animale poteva forse indicare l’appartenenza ad una specie distinta, ma sostennero che per affermare questo con certezza erano necessari ulteriori studi. Frederick Burton riclassificò l’iguana blu come specie a sé nel 2004, dopo anni di ricerca sul numero di squame presenti sulla testa delle iguane dei Caraibi, comprese quelle delle isole Cayman, di Cuba e delle Bahamas. Il suo giudizio è stato confermato dall’analisi del DNA mitocondriale di varie specie di iguane condotta da Catherine Malone, che stava studiando la filogeografia di questa specie.

## Conservazione

### Stato di conservazione

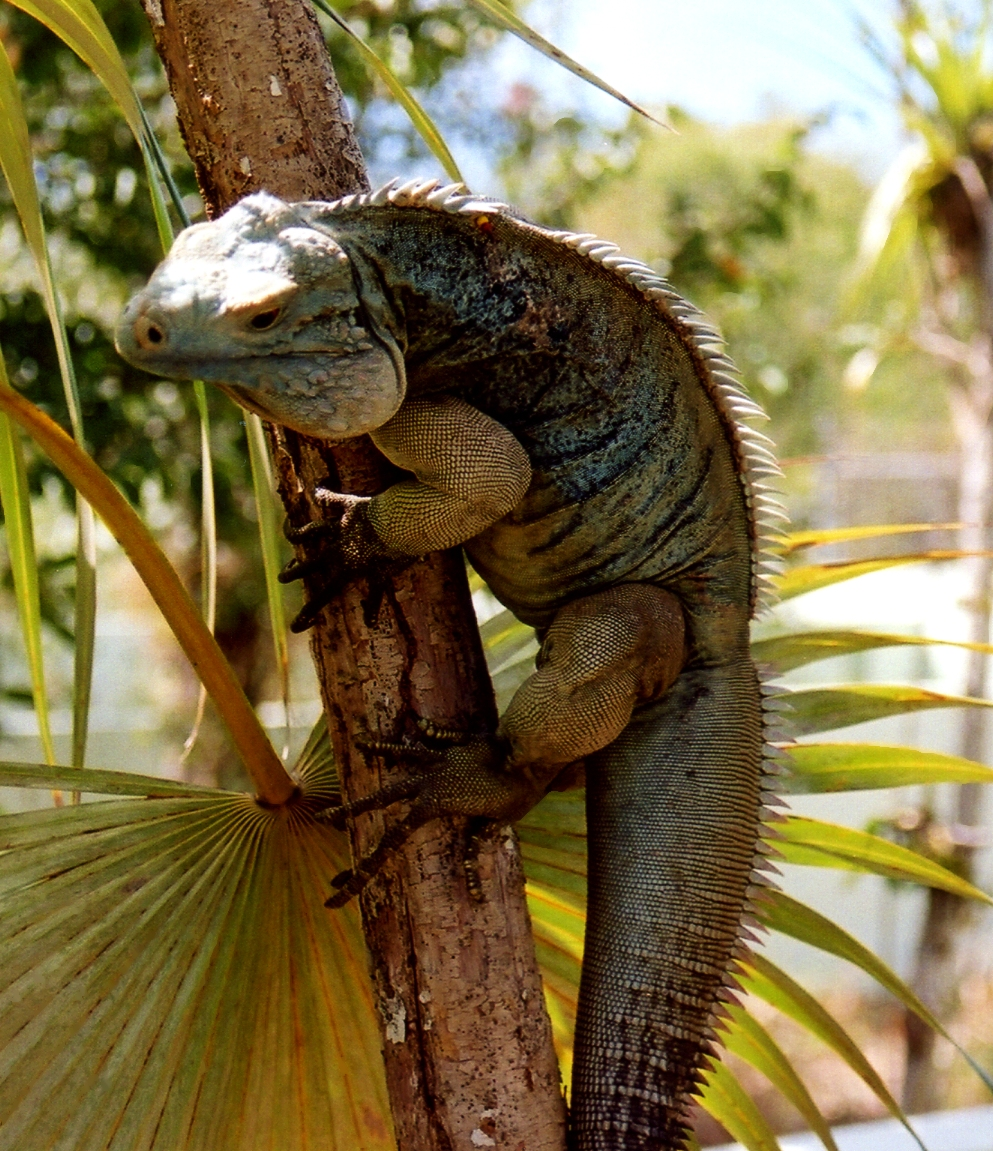
Un’iguana blu a Grand Cayman.

Nell’ottobre 2012 l’iguana blu è stata promossa da specie in pericolo critico a specie in pericolo sulla lista rossa della IUCN. Dalla seconda metà del XX secolo la popolazione era relegata alla zona interna della parte orientale di Grand Cayman, dove si era ridotta ad un livello molto basso: prima del sopralluogo effettuato nel 1988 ne erano stati osservati solamente tre esemplari. L’areale si era contratto in maniera significativa nel corso degli ultimi 25 anni, e molti siti precedentemente abitati non mostravano più alcun segno della presenza dell’iguana. Si stima che la popolazione di iguane blu contasse meno di 100 esemplari nel periodo dal 1900 al 1990, e che entro il 2002 si fosse ridotta a una dozzina di individui. Un censimento sull’isola nel 2002 rilevò che la popolazione in natura consisteva soltanto di 10-25 iguane blu: questi animali erano praticamente estinti e al momento erano sicuramente uno degli animali più minacciati del pianeta. A peggiorare la situazione, nel maggio 2008 sei esemplari furono trovati massacrati in una regione protetta.
Dal momento che l’iguana blu consuma una grande varietà di materiale vegetale, soprattutto frutti e fiori quando sono disponibili, su Grand Cayman è utile per garantire la dispersione dei semi. Uno studio condotto nel 2000 dalla dottoressa Allison Alberts ha rivelato che i semi che sono passati attraverso il tratto digerente delle Cyclura germinano più rapidamente degli altri. I semi contenuti nei frutti consumati dall’iguana blu godono di un reale vantaggio adattativo, in quanto germinano prima della fine della breve stagione delle piogge. L’iguana blu permette inoltre alle piante di colonizzare nuove regioni, dal momento che è il più grande erbivoro indigeno degli ecosistemi di Grand Cayman. È essenziale per mantenere il delicato equilibrio tra clima e vegetazione, necessario affinché le piante possano sopravvivere in condizioni difficili.
Nel 1997 venne inaugurato il Queen Elizabeth II Botanic Park; al suo interno il dottor Fred Burton costruì una struttura protetta in cui far crescere esemplari di iguana blu nati in cattività, con lo scopo di reintrodurli successivamente in natura. Dopo un primo rilascio di animali allevati in cattività effettuato nel dicembre 2005, la popolazione del Queen Elizabeth II Botanic Park e della riserva di Salina comprendeva circa 125 esemplari. Le iguane del Queen Elizabeth II Botanic Park si riprodussero già a partire dal 2001, e quelle della riserva di Salina dal 2006, anno in cui venne rinvenuto un nido con tre uova schiusesi da poco. Nell’aprile 2007, dopo un nuovo importante rilascio, si contavano in natura 299 iguane, mentre altre centinaia di esemplari venivano allevati in cattività a Grand Cayman. Alla fine del 2012, dopo il rilascio di un altro centinaio di esemplari, lo staff del Blue Iguana Recovery Program stimò che la popolazione selvatica era salita a circa 750 esemplari, e la IUCN ha successivamente promosso l’iguana blu da specie in pericolo critico a specie in pericolo.

### Cause del declino
(Chapman Grant, The Herpetology of the Cayman Islands)
La distruzione dell’habitat è stata la principale causa del declino della popolazione di iguana blu. In effetti, le terre vergini di Grand Cayman sono state mano a mano distrutte per far spazio a terreni coltivati, strade o abitazioni e altre infrastrutture umane. Inoltre, il cambio di orientamento dell’agricoltura locale, che ha visto i campi coltivati sparire a favore di pascoli per i bovini, ha causato la scomparsa di un habitat al quale l’iguana si era quasi adattata.
Anche le uccisioni occasionali dei giovani da parte di ratti e gatti, e degli adulti da parte dei cani, minacciano la piccola popolazione rimanente. Tra le altre cause di mortalità delle iguane figurano le automobili e gli scooter, in quanto questi animali sopravvivono raramente alle collisioni, e, seppur limitatamente, la caccia e le catture, malgrado la protezione garantita alla specie e gli sforzi fatti per sensibilizzare la popolazione.
L’iguana verde (Iguana iguana), che è stata introdotta sull’isola dall’Honduras e si è attualmente ben stabilita su Grand Cayman, costituisce una specie invasiva che ha preso il sopravvento sull’iguana blu. Alcune conseguenze negative dirette dell’arrivo delle iguane verdi non possono essere dimostrate, ma la loro onnipresenza contribuisce all’incomprensione del problema agli occhi dei locali. Infatti per gli isolani, che non necessariamente fanno distinzione tra le due specie, è difficile comprendere che l’iguana blu è minacciata quando vedono così di frequente iguane verdi che stanno invadendo l’isola.
Le iguane blu venivano regolarmente vendute ai turisti come animali da compagnia, in quanto la loro rarità le rende più attraenti ai collezionisti di animali esotici, e questo nonostante il loro commercio fosse vietato dal trattato CITES. Nel 1999, un agente di conservazione del World Wildlife Fund, Stuart Chapman, dichiarò: «Il governo britannico ha chiuso gli occhi per più di 20 anni sulla biodiversità dei suoi territori d’oltremare, che ospitano numerose specie rare e minacciate. Molte di loro rischieranno di scomparire se la Gran Bretagna non riuscirà a rispettare meglio le convenzioni internazionali. Le isole dei Caraibi sotto controllo britannico sono estremamente ricche di biodiversità e ospitano numerose specie endemiche in pericolo critico di estinzione; tuttavia, la normativa CITES viene difficilmente applicata».
Nel maggio 2008, sei iguane blu furono trovate morte nella riserva all’interno del Queen Elizabeth II Botanic Park di Grand Cayman. Apparentemente sembravano essere state uccise da malintenzionati armati di coltello, e due degli animali abbattuti erano femmine gravide sul punto di deporre le uova.
In passato presente su tutta l’isola, la popolazione di iguane blu era ridotta a pochi individui rimasti, sparsi sull’isola, che non potevano certamente assicurare la sopravvivenza della specie allo stato selvaggio. Nel 2001, nessun giovane nato in natura non aveva raggiunto l’età adulta; ciò significava che la popolazione era ormai prossima all’estinzione.

### Programmi di conservazione
Nel 1990 la American Zoo and Aquarium Association (AZA) dichiarò le specie di Cyclura come una priorità in fatto di programmi di conservazione. La prima azione di salvaguardia consistette proprio nell’allevamento di iguane blu, la specie del genere Cyclura più gravemente minacciata, in cattività a Grand Cayman.
Una delle prime difficoltà incontrate dall’AZA fu il fatto che una parte degli esemplari detenuti in cattività agli inizi degli anni ’90 non erano effettivamente puri, ma erano più o meno ibridati con C. nubila caymanensis, come rivelarono le analisi del DNA. Il programma, quindi, si incentrò unicamente sugli animali puri; quelli ibridati vennero sterilizzati ed esclusi dal progetto. Le analisi del DNA servirono inoltre a determinare l’esatta genealogia degli animali rimasti e l’origine dei loro geni, e dimostrarono che tutti gli animali tenuti in cattività in America del Nord discendevano dalla stessa coppia di esemplari. Dopo cinque anni di ricerche, furono costituite e allevate due popolazioni separate, di tanto in tanto fatte incrociare tra loro per migliorare la diversità genetica.
Per scongiurare una scomparsa totale della specie, alcune popolazioni furono installate al di fuori dell’isola, in 25 zoo americani. Almeno 20 lignaggi rappresentati da oltre 225 esemplari vengono allevati in cattività e inscritti in uno studbook dedicato alla specie gestito da Tandora Grant al Centro di ricerca e di conservazione per le specie minacciate d’estinzione (CRES) dello zoo di San Diego. Lo zoo di Indianapolis è riuscito a far riprodurre per due volte l’iguana blu in cattività a partire dal 2000.
Nell’ottobre 2006, alcuni giovani nati in cattività furono rilasciati in natura per la prima volta, migliorando così leggermente la situazione della specie. Ogni iguana rilasciata porta un collare di perline colorate sulla cresta dorsale, a livello della nuca, che ne permette l’identificazione visuale a distanza, oltre a un chip impiantato all’interno del corpo. Di ciascun esemplare, inoltre, è disponibile una foto ad alta risoluzione delle squame della testa (i motivi delle squame della testa delle iguane sono unici per ogni individuo, come le impronte digitali nell’uomo).
Alcune iguane blu vengono tenute in cattività, in collezioni pubbliche e private. Poiché nelle collezioni private sono pochissimi gli animali di ceppo puro, alcuni allevatori hanno messo in atto dei programmi di allevamento facendo incrociare le iguane blu con iguane di Little Cayman (C. nubila caymanensis) e occasionalmente con iguane cubane (C. n. nubila). Questo permette di rifornire i collezionisti senza dover catturare illegalmente esemplari selvatici.

#### Il Blue Iguana Recovery Programme

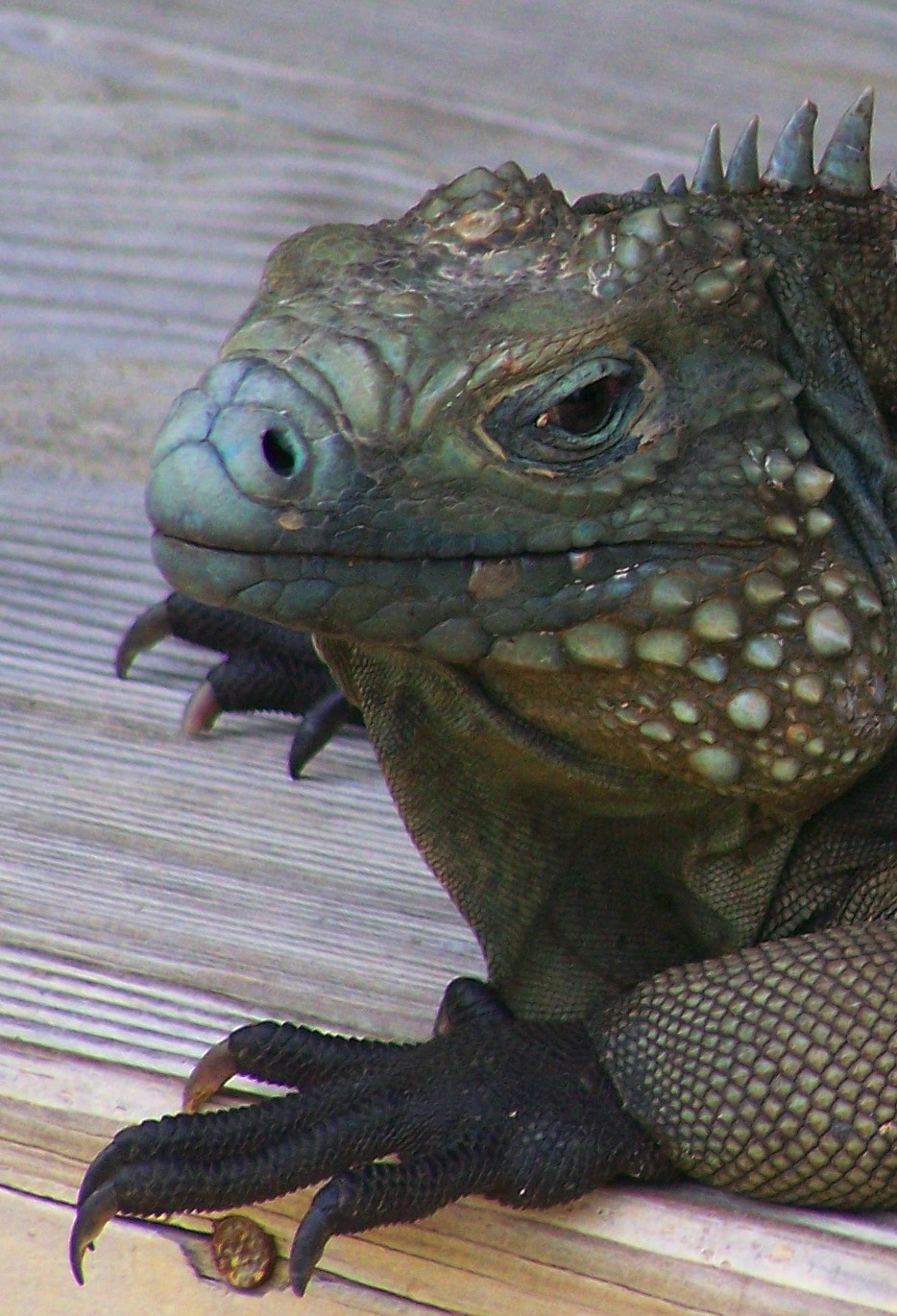
Iguana blu al riposo su una panca, nei pressi del Wilderness Trail del Q. E. II Botanic Park.

Il Blue Iguana Recovery Programme venne lanciato dal National Trust for the Cayman Islands nel 1990. Esso è attualmente oggetto di un partenariato tra il Trust e il Cayman Islands Department of Environment, il National Trust Cayman Islands, il Queen Elizabeth II Botanic Park, il Durrell Wildlife Conservation Trust, l’International Reptile Conservation Foundation (IRCF) e la Commissione europea. Questo programma si basa su una deroga apportata all’Animals Law delle isole Cayman, che di norma vieta a chiunque di uccidere, catturare o tenere in cattività le iguane. La strategia di conservazione del BIRP è quella di ottenere il maggior numero possibile di giovani iguane di provenienza genetica diversa. I giovani esemplari crescono al sicuro in cattività dal momento in cui escono dall’uovo fino all’età di due anni, quando non rischiano più di finire vittima di roditori e gatti randagi, con lo scopo di migliorare il loro tasso di sopravvivenza. Questi animali vengono poi rimessi in libertà per ricreare una popolazione di iguane dentro alcune aree protette. Queste misure sono accompagnate da studi sul campo, dalla protezione dei siti di nidificazione e dal monitoraggio degli animali rilasciati. Un rapido aumento della popolazione a partire dal maggior numero di linee genetiche possibile dovrebbe permettere di ridurre al minimo la perdita di diversità genetica causata dall’effetto del collo di bottiglia.
Queste sottopopolazioni ricostituite artificialmente vivono all’interno di due zone non contigue, la riserva di Salina e il Queen Elizabeth II Botanic Park. La protezione dell’habitat delle iguane rimane una necessità per la riserva di Salina, che possiede solamente 35 ettari di boscaglia secca, un’estensione chiaramente insufficiente ad ospitare le 1000 iguane blu che dovrebbero esistere in natura affinché la specie possa ritenersi al sicuro dall’estinzione. È quindi necessario reintrodurre altre sottopopolazioni in altre località dell’isola. Con il passare delle generazioni, l’intera popolazione tenuta in cattività diverrà geneticamente frammentata. Dovranno essere effettuati dei trasferimenti di esemplari da una popolazione all’altra per limitare la consanguineità e mantenere la diversità genetica. Si conserverà così un'unica popolazione che condividerà lo stesso patrimonio genetico. Quando le sottopopolazioni presenti in natura avranno raggiunto il numero massimo di individui che le aree protette in cui sono state rilasciate possono sopportare, i rilasci avranno fine per lasciar posto al rinnovamento naturale della popolazione. Inoltre, i predatori che sono stati introdotti sull’isola verranno tenuti sotto controllo o eradicati affinché le giovani iguane possano raggiungere la maturità in numero sufficiente.
Il mantenimento di una popolazione di iguane blu in natura richiede un notevole lavoro di gestione. Per finanziare questo programma, sono state create diverse attività commerciali, e gli sforzi fatti per sensibilizzare la popolazione permettono di conservare il sostegno dei locali.